# 赫拉德茨-克拉洛韦县

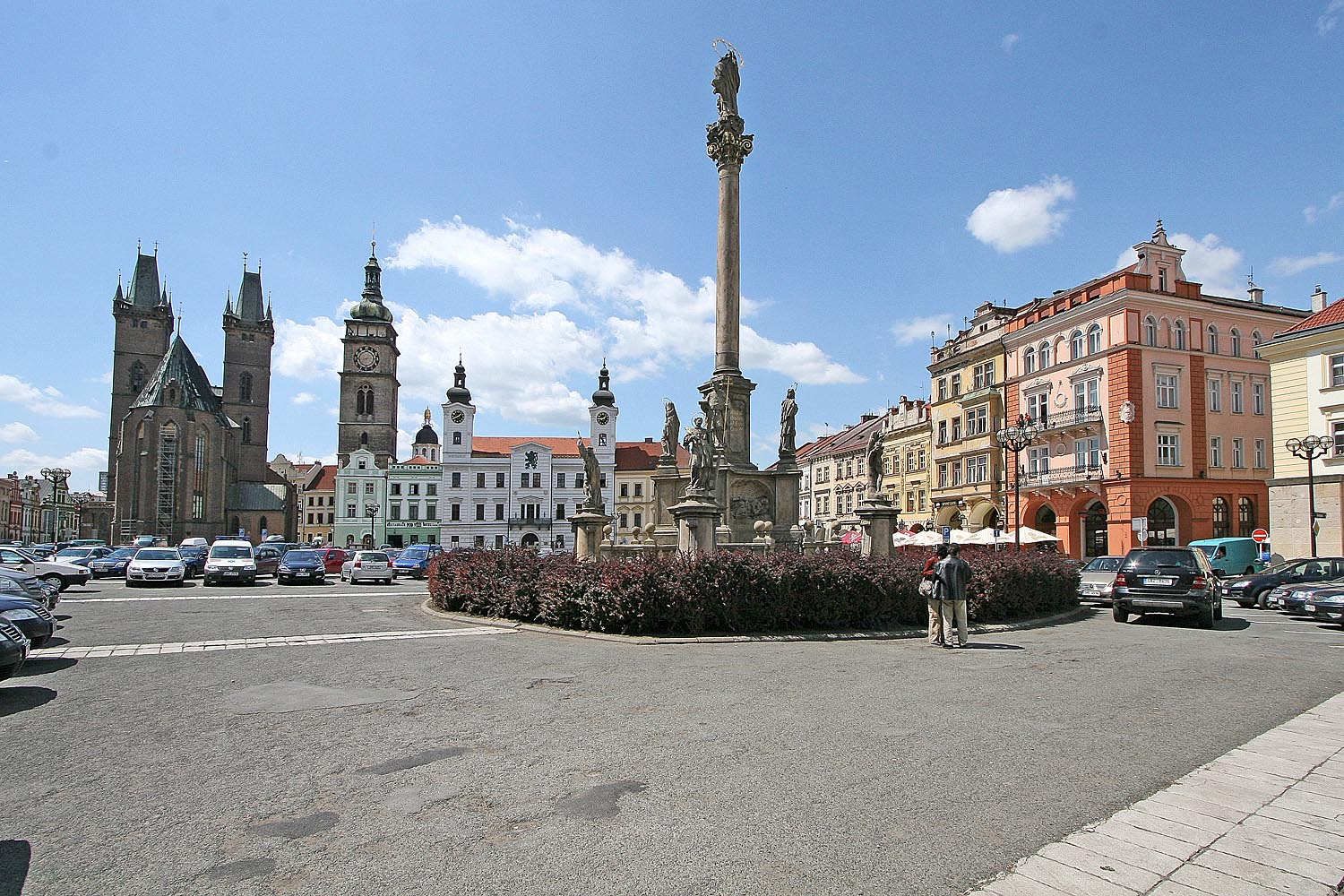

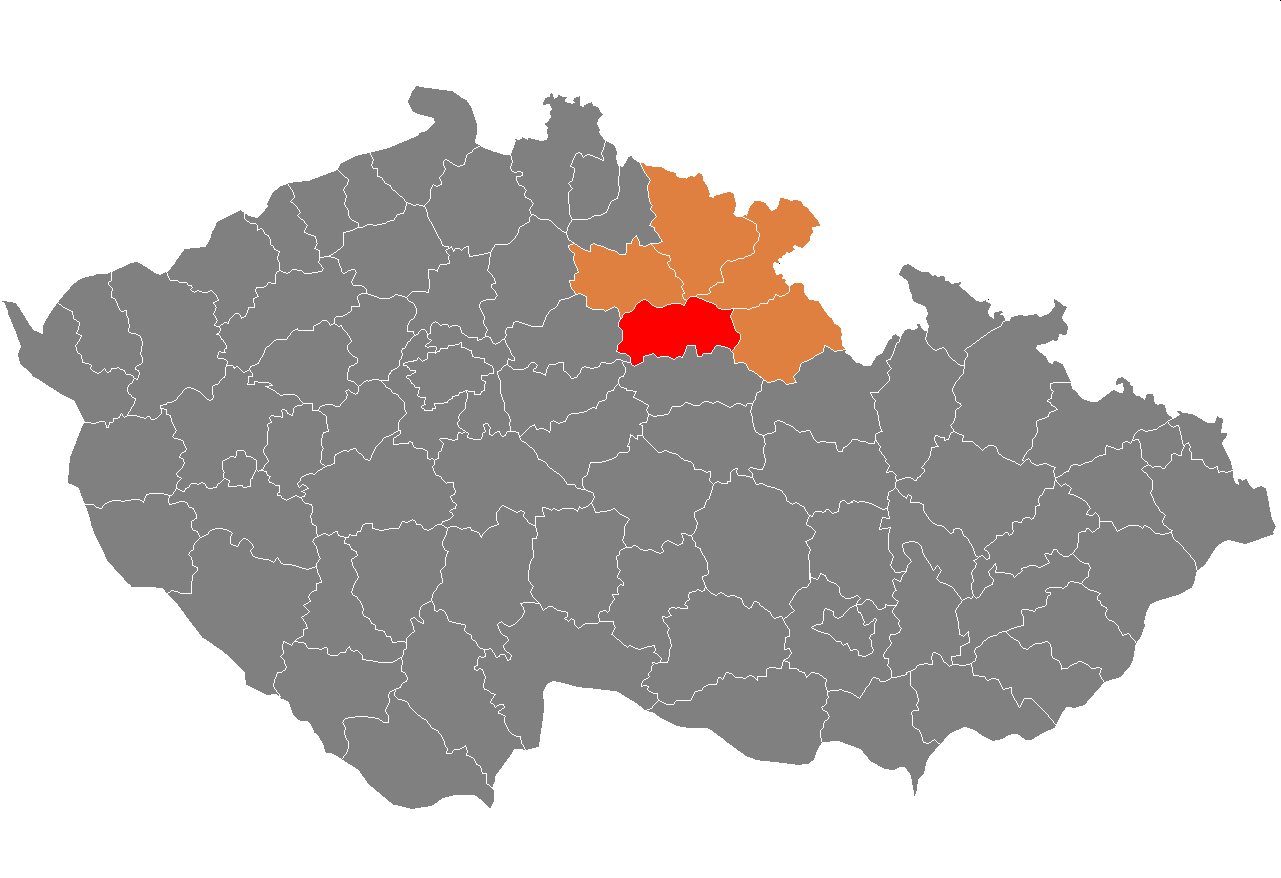

50°12′34″N 15°49′57″E / 50.20944°N 15.83250°E
赫拉德茨-克拉洛韋縣（捷克語：okres Hradec Králové）是捷克的縣份，位於該國北部，由赫拉德茨-克拉洛韋州負責管轄，首府設於赫拉德茨-克拉洛韋，面積892平方公里，2007年人口160,107，人口密度每平方公里180人。